# Ceratolejeunea laete-fusca
Ceratolejeunea laete-fusca là một loài Rêu trong họ Lejeuneaceae. Loài này được (Austin) R.M. Schust. mô tả khoa học đầu tiên năm 1956.